# Déjeuner en paix
Singles de Stephan Eicher
Rien à voir
(1990) Pas d'ami (comme toi)
(1991)
Déjeuner en paix est une chanson écrite par Philippe Djian et composée et interprétée par Stephan Eicher, parue sur l'album Engelberg, en 1991, puis en single la même année. Le solo de la chanson est interprété à la guitare par François Delqué.

## Historique
Cette chanson est sortie pendant la guerre du Golfe (1990-1991). Philippe Djian avait soumis ce texte à Stephan Eicher qui eût l'idée de l'habiller d'une mélodie  issue d'un sample erratique au synthétiseur. Peu habitué au succès que rencontra ce titre auprès du public, Eicher admettra qu'il en perdit pour un temps le sens des réalités.

## Accueil
Déjeuner en paix entre dans le Top 50 le 24 août 1991 à la trente-deuxième place, puis commence à progresser au fil des semaines suivantes, avant d'atteindre la seconde place du Top durant la septième semaine, avant de chuter d'une place la semaine suivante, mais parvient à remonter à la seconde place du Top 50, gardant cette position durant quatre semaines (de la neuvième à la douzième semaine). Il quitte le classement après sa vingt-deuxième semaine et une quarante-et-unième place. Il s'est vendu à 240 000 exemplaires.

## Classements hebdomadaires
| Classement (1991)                    | Meilleure position |
| ------------------------------------ | ------------------ |
| Belgique (Ultratop 50 Wallonie)      | 8                  |
| Europe (European Airplay Top 50)     | 15                 |
| Europe (European Hot 100)            | 13                 |
| France (Airplay Chart [AM Stations]) | 1                  |
| France (SNEP)                        | 2                  |